# Cittareale
Cittareale és un comune (municipi) de la província de Rieti, a la regió italiana del Laci, situat a uns 100 km al nord-est de Roma i a uns 35 km al nord-est de Rieti. A 1 de gener de 2019 la seva població era de 445 habitants.
Cittareale limita amb els municipis següents: Accumoli, Amatrice, Borbona, Cascia, Leonessa, Montereale, Norcia  i Posta. El naixement del riu Velino es troba dins el municipi.
Cittareal acull un gran castell (Rocca), que tenia una importància estratègica per la seva posició entre el Regne de Nàpols i els Estats Papals. El seu aspecte actual data de la reconstrucció per la Casa d'Aragó el 1479. L'església de Sant Pere de Vetozza va ser construïda sobre un temple preexistent dedicat a Vacuna, i posteriorment va ser propietat de l'Abadia de Farfa.
L'emperador romà Vespasià va néixer a prop.